# Entrimo (parroquia)
Entrimo (llamada oficialmente Santa María a Real de Entrimo) es una parroquia del municipio español de Entrimo, en la provincia de Orense, Galicia.

## Toponimia
La parroquia también es conocida por el nombre de Santa María la Real de Entrimo.

## Organización territorial
La parroquia está formada por tres entidades de población:
- O Casal
- Ferreiros
- A Terrachá

## Demografía
| Gráfica de evolución demográfica de Entrimo entre 2000 y 2022 |
|                                                               |
| Datos según el nomenclátor publicado por el INE.              |